# ジョーン・D・ヴィンジ
ジョーン・D・ヴィンジ（Joan D. Vinge、1948年4月2日 - ）は、アメリカの小説家、SF作家。メリーランド州ボルチモアの生まれ。ヒューゴー賞を受賞した小説『雪の女王』とその続編、またキャットという名前のテレパスを主人公としたシリーズで知られている。

## 概要
ヴィンジは大学でアートを勉強したが、後に人類学専攻に変わり、1971年にサンディエゴ州立大学で文学士（B.A.）を獲得した。
1974年、アンソロジー Orbit 14 に収録された短編「錫の兵隊」(Tin Soldier)でデビュー。また、アナログ誌、アンソロジー『女の千年王国』、Asimov's Science Fiction誌、Omni Magazine誌、いくつかの年間ベストアンソロジーにも作品を発表している。
1983年『ジェダイの復讐 ストーリーブック』はベストセラーとなり、ニューヨーク・タイムズのブックレビューリストで二ヶ月間一位をキープした。この手の本としては史上初のことである。
ヴィンジは2回結婚している。一回目はSF作家仲間のヴァーナー・ヴィンジ、二回目はSF編集者のジェームズ・フレンケルである。フレンケルとの間に二人の子供をもうけている。

## 受賞歴
- 『雪の女王』 - 1981年ヒューゴー賞 長編小説部門、ローカス賞 SF長篇部門受賞
- 「琥珀のひとみ」 - 1978年ヒューゴー賞 中編小説部門受賞
- 『サイオン』 - 米国図書館協会よりBest Book for Young Adultsに選出

## 主な作品
- 楽園年代記
  - 『楽園の崩壊』The Outcasts of Heaven's Belt (1978年)
  - Legacy (1980年)

- ティアマット・サイクル
  - 『雪の女王』The Snow Queen (1980年)
  - 『世界の果て』World's End (1984年)
  - The Summer Queen (1991年)
  - Tangled Up In Blue (2000年)

- キャット
  - 『サイオン』Psion (1982年)
  - Catspaw (1988年)
  - Dreamfall (1996年)

- 他の小説
  - 『スターウォーズ/ジェダイの復讐 ストーリーブック』Return of the Jedi (1983年)
  - 『砂の惑星 ストーリーブック』The Dune Storybook (1984年)
  - 『マッドマックス/サンダードーム』Mad Max Beyond Thunderdome (1985年)
  - 『リターン・トゥー・オズ』Return to Oz (1985年)
  - 『サンタクロース』Santa Claus: The Movie (1985年)
  - 『レディホーク』Ladyhawke (1987年)
  - Willow (1988年)

- 短編集
  - Fireship (1978年)
  - 『琥珀のひとみ』Eyes of Amber (1979年)
  - Phoenix in the Ashes (1985年)